# 临邑站
临邑站，位于中华人民共和国山东省德州市临邑县林子镇孙坡枣村，是德大铁路上的火车站，于2015年9月28日启用营运，由中国铁路济南局集团管辖。

## 歷史
- 2015年9月28日通车启用。[1][2][3]

## 車站周邊
- 临邑县林子镇小付家卫生室

## 外部連結
- 中国铁路客户服务中心（页面存档备份，存于）